# Dubai World Cup
Dubai World Cup é uma corrida de turfe , em galope plano, Grupo I, em  Dubai, nos Emirados Arabes, com uma das maiores premiações do mundo atualmente : em 2010 , foram  12 milhoes de dólares.
Disputada anualmente desde 1996.A partir de 2010 disputada na areia (dirt) do  Meydan Racecourse, o hipodromo mais luxuoso do mundo nos dias de hoje.
Trata-se da valorização do thoroughbred na terra  contribuiu com uma das vertentes ancestrais formadoras da raça.

## Histórico da competição
O primeiro cavalo sulamericano  a vencer esta competição foi o nascido argentino, Invasor (filho de Candy Stripes, norteamericano importado pela Argentina) , com o jóquei Fernando Jara em 2007. O primeiro brasileiro a vencer (e segundo sulamericano) foi  Glória de Campeão (filho do importado argentino Impresion) em 2010 conduzido por Thiago Pereira.

## Data da prova
Em 2012: 31 de março.

## Campeões
| Ano  | Vencedor                   | Jockey          | Treinador         | Proprietário                     | Tempo   |
| 2012 | Monterosso (GB)            | [[]]            | [[]]              |                                  |         |
| 2011 | Victoire Pisa (Japão)      | Mirco Demuro    | Katsuhiko Sumii   | Yoshimi Ichikawa                 | 2:05.94 |
| 2010 | Glória de Campeão (Brasil) | T.-J.Pereira    | Pascal Bary       | Estrela Energia Stables          | 2:03.83 |
| 2009 | Well Armed (USA)           | Aaron Gryder    | Eoin G. Harty     | WinStar Farm LLC                 | 2:01.01 |
| 2008 | Curlin (USA)               | Robby Albarado  | Steve Asmussen    | Stonestreet/Midnight Cry Stables | 2:00.15 |
| 2007 | Invasor (Arg.)             | Fernando Jara   | Kiaran McLaughlin | Shadwell Stable                  | 1:59:97 |
| 2006 | Electrocutionist (USA)     | Frankie Dettori | Saeed bin Suroor  | Godolphin Racing                 | 2:01.32 |
| 2005 | Roses in May (USA)         | John Velazquez  | Dale L. Romans    | Ken & Sarah Ramsey               | 2:02.17 |
| 2004 | Pleasantly Perfect (USA)   | Alex Solis      | Richard Mandella  | Diamond A Racing Corp.           | 2:00.24 |
| 2003 | Moon Ballad (Ire.)         | Frankie Dettori | Saeed bin Suroor  | Godolphin Racing                 | 2:00.48 |
| 2002 | Street Cry (Ire.)          | Jerry Bailey    | Saeed bin Suroor  | Godolphin Racing                 | 2:01.18 |
| 2001 | Captain Steve (USA)        | Jerry Bailey    | Bob Baffert       | Michael E. Pegram                | 2:00.40 |
| 2000 | Dubai Millennium (G.B.)    | Frankie Dettori | Saeed bin Suroor  | Godolphin Racing                 | 1:59.50 |
| 1999 | Almutawakel (G.B.)         | Richard Hills   | Saeed bin Suroor  | Hamdan Al Maktoum                | 2:00.65 |
| 1998 | Silver Charm (USA)         | Gary Stevens    | Bob Baffert       | Bob & Beverly Lewis              | 2:00.00 |
| 1997 | Singspiel (Ire.)           | Jerry Bailey    | Michael Stoute    | Sheikh Mohammed                  | 2:01.91 |
| 1996 | Cigar (USA)                | Jerry Bailey    | William I. Mott   | Allen E. Paulson                 | 2:03.84 |